# Вествил (Њу Џерзи)
Вествил (енгл. Westville) град је у америчкој савезној држави Њу Џерзи.

## Демографија
По попису из 2010. године број становника је 4.288, што је 212 (-4,7%) становника мање него 2000. године.
| Група             | 2000.         | 2010.         |
| Белци             | 4.138 (92,0%) | 3.707 (86,5%) |
| Афроамериканци    | 122 (2,7%)    | 210 (4,9%)    |
| Азијати           | 45 (1,0%)     | 64 (1,5%)     |
| Хиспаноамериканци | 133 (3,0%)    | 258 (6,0%)    |
| Укупно            | 4.500         | 4.288         |